# Mycobacterium
Mycobacterium (mykobakterie) je rod nepohyblivých a nesporulujících bakterií ze samostatné čeledi Mycobacteriaceae, řazené k aktinobakteriím. Jsou většinou považovány za grampozitivní. Mají však komplexní buněčnou stěnu, předpona myko- odkazuje na fakt, že jejich buněčná stěna obsahuje vosky. Mykobakterie rostou obecně poměrně pomalu, jsou acidorezistentní („acid fast“), tzn. zbarvení vyvolané činidly se nedá vymýt kyselinami. Používá se barvení podle Ziehla-Neelsena. Pěstují se často na Šulově půdě.
K rodu patří asi sto druhů, mnoho je medicínsky významných. Rod totiž zahrnuje některé význačné patogeny, jako je např. M. tuberculosis (původce TBC) a M. leprae (původce lepry), dále též M. avium complex, M. kansasii, M. abscessus, M. gordonae, M. xenopi, M. intracellulare, M. scrofulaceum, M. ulcerans, M. bovis a další.